# Stuart Erwin
Stuart „Stu“ Erwin (* 14. Februar 1903 in Squaw Valley, Kalifornien; † 21. Dezember 1967 in Beverly Hills, Los Angeles, Kalifornien) war ein US-amerikanischer Schauspieler.

## Leben
Erwin wuchs im kalifornischen Squaw Valley auf und besuchte die University of California, Berkeley. Seinen ersten professionellen Bühnenauftritt absolvierte er im Moreno Theatre in Los Angeles in dem Theaterstück The Open Gate. Als Theaterschauspieler wirkte er 1942 und 1950 auch an zwei Produktionen am Broadway mit.
Ab 1928, in der Übergangszeit vom Stummfilm in den Tonfilm, spielte Erwin verschiedene Nebenrollen, etwa an der Seite von Clara Bow in Dangerous Curves als ungelenker Junge vom Lande. Im Hollywood der 1930er-Jahre wurde Erwin eine gefragte Besetzung für den besten Freund des Hauptdarstellers, den durchschnittlichen Amerikaner, mitunter auch komisch wirkende Hinterwäldler oder Trottel. Er spielte auch einige Hauptrollen, 1934 etwa verkörperte er den Comic-Boxhelden Joe Palooka in dem B-Film Palooka. Zwei Jahre später verkörperte er den älteren Bruder von Judy Garlands Figur in dem Musicalfilm Der springende Punkt, für seine Rolle in diesen Film war er bei der Oscarverleihung 1937 als Bester Nebendarsteller nominiert. 1940 verkörperte er den Milchmann Howie in der Verfilmung von Thornton Wilders Unsere kleine Stadt, 1941 spielte er mit Bette Davis und James Cagney zusammen in der Komödie Die Braut kam per Nachnahme. 
In den 1940er-Jahren ließ die Bedeutung seiner Filmangebote etwas nach, er war in dieser Zeit aber auch beim Radio sehr aktiv, unter anderem als Hauptdarsteller in der Radioserie Phone Again Finnegan. Einen großen Erfolg landete er zwischen 1950 und 1955 im amerikanischen Fernsehen mit der Sitcom Trouble with Father, die später auch unter dem Namen The Stu Erwin Show lief. In dieser Serie verkörperte er einen etwas überfordert wirkenden, aber stets warmherzigen Familienvater. Späte Filmauftritte absolvierte er in den Disney-Komödien Der Pauker kann’s nicht lassen (1962) und Merlin Jones – Der Mann, der zuviel wußte (1964), zudem hatte er eine wiederkehrende Rolle in der Fernsehserie Zirkusdirektor Johnny Slate zwischen 1963 und 1964. Insgesamt wirkte Stu Erwin bis zu seinem Tod an mehr als 125 Film- und Fernsehproduktionen mit.
Stuart Erwin war vom 22. Juli 1931 bis zu seinem Tod 1967 mit der Schauspielerin June Collyer (1906–1968) verheiratet, die mehrfach (unter anderem in der Stu Erwin Show) an seiner Seite spielte. Gemeinsam hatten sie einen Sohn, Stuart, und eine Tochter, Judy. Stuart Erwin starb 1967 im Alter von 64 Jahren an einem Herzinfarkt. Er wurde feuerbestattet und seine Asche im Chapel of the Pines Crematory in Los Angeles beigesetzt. An Erwin erinnert ein Stern auf dem Hollywood Walk of Fame (6240 Hollywood Blvd.) in der Kategorie Fernsehen. 

## Filmografie (Auswahl)
- 1928: Mother Knows Best
- 1929: Kampfhähne der Liebe (The Cock-Eyed World)
- 1929: The Trespasser
- 1929: Dangerous Curves
- 1930: Paramount-Parade (Paramount on Parade)
- 1930: U 13 (Men Without Women)
- 1931: Juwelenraub in Hollywood (The Stolen Jools, Kurzfilm)
- 1932: Verhaftung um Mitternacht (Strangers in Love)
- 1932: The Big Broadcast
- 1933: Going Hollywood
- 1933: International House
- 1933: Ganovenbraut (Hold Your Man)
- 1933: Rückkehr aus der Fremde (The Stranger’s Return)
- 1934: Schrei der Gehetzten (Viva Villa!)
- 1934: In goldenen Ketten (Chained)
- 1935: Nach Büroschluss (After Office Hours)
- 1936: Der springende Punkt (Pigskin Parade)
- 1936: Höhe Null (Ceiling Zero)
- 1937: Slim
- 1937: Second Honeymoon
- 1939: Damals in Hollywood (Hollywood Calvacade)
- 1940: Unsere kleine Stadt (Our Town)
- 1940: Die Bande der Fünf (When the Daltons Rode)
- 1941: Die Braut kam per Nachnahme (The Bride Came C.O.D.)
- 1942: Blondie for Victory
- 1947: Michael schafft Ordnung (Heaven Only Knows)
- 1950: Father Is a Bachelor
- 1950–1955: The Stu Erwin Show (Fernsehserie, 130 Folgen)
- 1953: Main Street to Broadway
- 1960: Vater ist der Beste (Father Knows Best, Fernsehserie, Folge 6x26)
- 1961: Sprung aus den Wolken (Ripcord, Fernsehserie, Folge 1x01)
- 1961–1965: Perry Mason (Fernsehserie, 4 Folgen)
- 1962: Die Unbestechlichen (The Untouchables, Fernsehserie, Folge 4x11)
- 1962: Der Pauker kann’s nicht lassen (Son of Flubber)
- 1963: Preston & Preston (The Defenders, Fernsehserie, Folge 2x18)
- 1963–1964: Zirkusdirektor Johnny Slate (The Greatest Show on Earth, Fernsehserie, 9 Folgen)
- 1964: Merlin Jones – Der Mann, der zuviel wußte (The Misadventures of Merlin Jones)
- 1966: Rauchende Colts (Gunsmoke, Fernsehserie, Folge 11x20)
- 1966: Bonanza (Fernsehserie, Folge 7x22 Drei Bräute für Hoss)
- 1966: Lassie (Fernsehserie, Folge 13x13)
- 1967: Die Leute von der Shiloh Ranch (The Virginian, Fernsehserie, Folge 5x17)
- 1967: Big Valley (The Big Valley, Fernsehserie, Folge 3x10)
- 1967: Mein Freund Ben (Gentle Ben, Fernsehserie, Folge 1x16)
- 1968: Schatten über Elveron (Shadow over Elveron, Fernsehfilm)